# Anbukhaireni
Anbukhaireni – gaun wikas samiti w zachodniej części Nepalu w strefie Gandaki w dystrykcie Tanahu. Według nepalskiego spisu powszechnego z 2001 roku liczył on 2589 gospodarstw domowych i 12865 mieszkańców (6597 kobiet i 6268 mężczyzn).